# Цапин, Александр Николаевич
Александр Николаевич Цапин (род. 24 мая 1949, с. Галиёвка, Богучарский район, Воронежская область, РСФСР, СССР) — российский государственный деятель. Губернатор Воронежской области (в 1996).

## Образование
- в 1972 году окончил Воронежский политехнический институт по специальности «Автоматика и телемеханика»,
- в 1995 году курс обучения в Академии народного хозяйства при Правительстве РФ, квалификация «Менеджер высшей категории»;

## Биография
- до 1979 года работал на инженерных и руководящих должностях в НПО «Электроника», г. Воронеж;
- с 1979 года в представительных органах региональной власти и местного самоуправления: был заместителем председателя исполкома Железнодорожного районного Совета народных депутатов г. Воронежа, председателем исполкома Ленинского районного Совета народных депутатов;
- с 1986 года — заместитель, далее первый заместитель, а с 1990 года и председатель Воронежского горисполкома;
- в 1992 году — глава администрации г. Воронежа, одновременно с 1994 года возглавляет Муниципальный совет г. Воронежа;
- в декабре 1995 года избран главой администрации города;
- в сентябре 1996 года назначен главой администрации Воронежской области[1]; после проигранных выборов вновь возглавил Воронежский муниципальный совет; член Совета Федерации (8 октября — 25 декабря 1996 года)
- в 1997 избран мэром г. Воронежа;
- с 2001 по апрель 2009 года — заместитель губернатора Воронежской области, курировал вопросы энергетики, газоснабжения, строительства, архитектуры, ЖКХ, дорожного хозяйства;

Так же является членом Совета руководителей органов местного самоуправления при Правительстве РФ, членом правления Союза российских городов, вице-президентом Ассоциации городов Юга России, членом президиума Конгресса муниципальных образований РФ.

## Награды
- Орден Дружбы (1999) — «за большой вклад в социально — экономическое развитие города и укрепление дружбы и сотрудничества между народами»
- «Почётный строитель Российской Федерации»